# Manabu Mabe
Manabu Mabe (マナブ間部) (Kumamoto, 14 de setembro de 1924 — São Paulo, 22 de setembro de 1997) foi um pintor, desenhista e tapeceiro japonês naturalizado brasileiro. Pioneiro do abstracionismo no Brasil.

## História
Manabu nasceu em 1924, em Kumamoto, no Japão. Chegou ao Brasil em 1934, com a família a bordo do navio La Plata Maru para trabalhar nas lavouras de café de Lins, no interior de São Paulo. Foi em Lins que conheceu Tikashi Fukushima. Manabu Mabe era quatro anos mais novo que Tikashi, Tikashi e Mabe estavam decididos a serem pintores, Mabe trabalhava na lavoura e pintava quando chovia.
Sua infância foi pobre, adaptando um ateliê no meio da lavoura para pintar naturezas-mortas e paisagens. Consegue realizar a primeira exposição individual em São Paulo (1948), na qual mescla a caligrafia oriental com a pintura feita com manchas. No ano seguinte participa do Salão Nacional de Arte Moderna no Rio de Janeiro.

## Vida pessoal
Casa-se com Yoshino em 1951 e tem filhos. Conheceu Tadashi Kaminagai em 1952, Mabe foi um apreciador da arte de Kaminagai, e conta que ficava horas ao lado do artista "admirando as maravilhosas cores que ele pintava uma arara, na varanda da casa do doutor Honda". Ganha o prêmio de pintura na segunda Bienal Internacional de São Paulo (1953), onde são aceitos só dois artistas nipo-brasileiros, Mabe e Tadashi Kaminagai.
Em 1956, participou da Bienal de Arte do Japão e, em 1959, obtém o prêmio de melhor pintor nacional da quinta Bienal de São Paulo e o de destaque internacional na Bienal de Paris.
No livro Vida e Arte dos Japoneses no Brasil, Cecília França Lourenço descreve o uso do geometrismo e do abstracionismo pelos artistas nipo-brasileiros como que atendendo a um "impulso vital e mesmo cultural, mais facilmente identificado com o gesto, a mancha e as pesquisas formais, sendo por isso mesmo, uma fonte inesgotável e revitalizada através da vivência". Artistas como Mabe e Tikashi Fukushima puderam contribuir de maneira decisiva no desenvolvimento dessa tendência abstrata. Cecília França Lourenço, ao comentar a obra de Tomie Ohtake, quando ela atingiu um nível de maturidade, compara com a obra da artista com a de Fukushima e Mabe, no contexto que ambos os três tinham "certa contenção, sem permitir extravasar totalmente a emoção da obra".

## Acidente aéreo
Algumas de suas obras, cerca de 53, avaliadas em mais de 1,2 milhão de dólares, foram perdidas no mar, no dia 30 de Janeiro de 1979, quando o Boeing 707-323 Cargo da Varig, registro PP-VLU, sob o comando do mesmo comandante sobrevivente do voo Varig RG-820, desapareceu sobre o oceano cerca de trinta minutos após a decolagem em Tóquio. Nenhum sinal das obras, destroços ou corpos foi encontrado. É conhecido por ser o maior mistério da história da aviação até os dias de hoje. e um dos raríssimos voos civis comerciais que desapareceram sem deixar vestígios. Alguns dos quadros foram posteriormente refeitos pelo pintor.

## Carreira

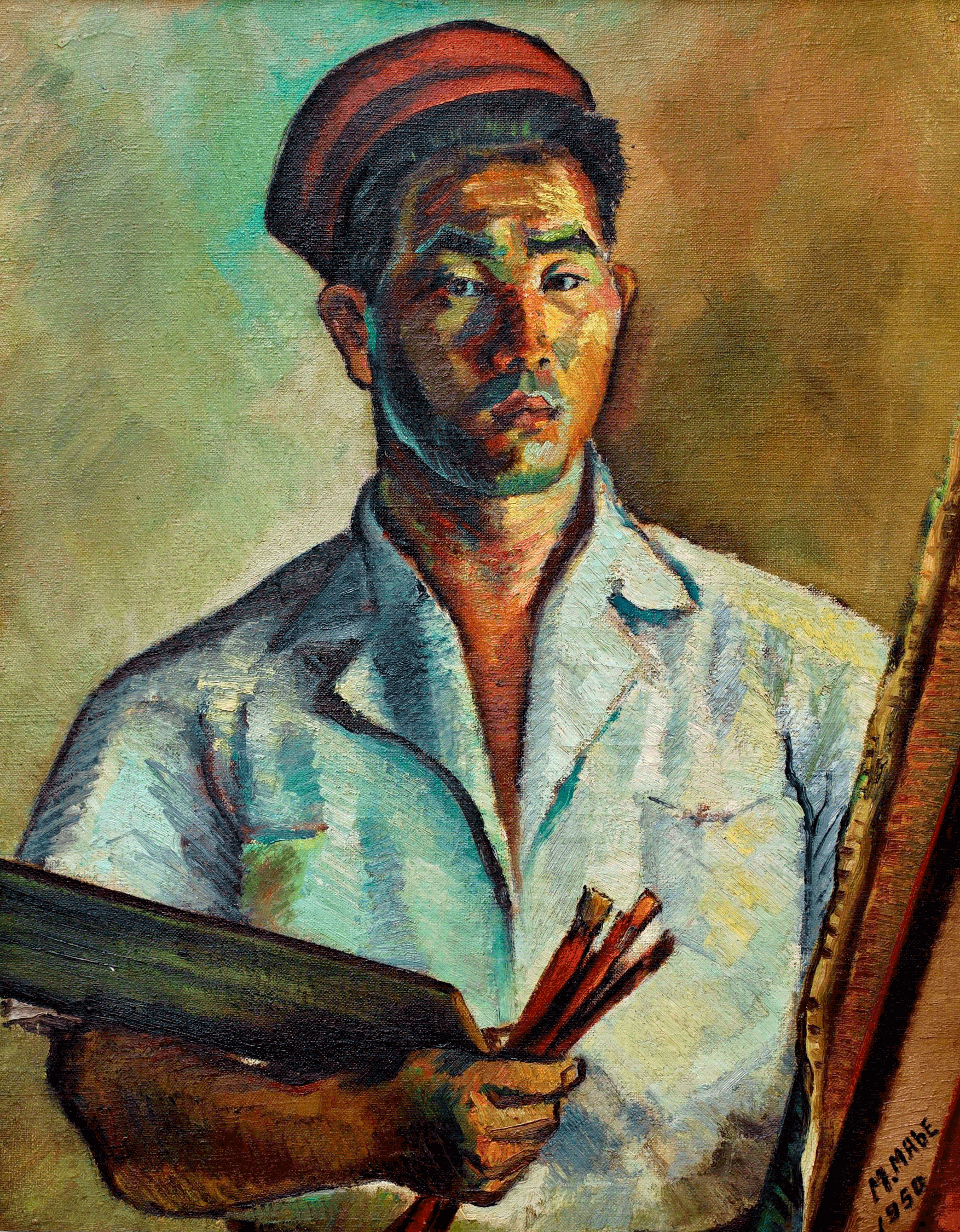
Mabe em um autorretrato de 1950.

A arte na década de 80 foi influenciada pelo aparecimento de outros artistas e também pela atuação dos pioneiros, como Tomoo Handa, abstracionistas, como Manabu Mabe, Tikashi Fukushima, Tomie Ohtake, Kazuo Wakabayashi e outros, onde atuaram, no desenvolvimento artístico, como também nos interesses da comunidade de artistas.
Realiza, em 1986, uma retrospectiva no Museu de Arte de São Paulo (Masp) e lança um livro com 156 reproduções de seu trabalho com textos em português, inglês e japonês.
A Revista Veja de 22 de julho de 1988 descreve o fato de que a "importância dada ao trabalho de Mabe, Fukushima e Shiró atraiu ao Brasil uma nova leva de artistas japoneses, que chegaram ao país maduros e com posturas estéticas sedimentadas". O jornal O Estado de S. Paulo de 16 de dezembro de 1989, afirma que na arte brasileira destacam-se os nipo-brasileiros, dentro do chamado abstracionismo informal, onde dentre os adeptos podem ser citados Fukushima, Mabe, Wakabayashi, e Shiró.
Escreve, em 1995, a autobiografia Chove no Cafezal, em japonês, cujo texto original foi publicado em capítulos semanais no jornal Nihon Keizai Shinbum, de Kumamoto, sua região natal. Em 1996 viaja ao Japão para uma grande mostra retrospectiva de sua obra. Em 1997, alguns meses antes de falecer Manabu Mabe, participou de uma vinheta interprogramas pintando o logotipo da extinta Rede Manchete de televisão. No mesmo ano, por causa da Diabetes, Mabe morre em São Paulo por complicações decorrentes de um transplante de rim.
Segundo o crítico de arte Ichiro Hariu, a demanda de obras de arte no Brasil é grande, mas a desigualdade socioeconômica é enorme, e os compradores se limitam a pessoas de classe mais abastada, empresas e órgãos públicos. Segundo Hariu, Ohtake, Fukushima, Mabe e outros são reconhecidos abstracionistas, representativos do Brasil, que contam com muitos apoiadores.
Suas obras encontram-se nos Museu de Arte Contemporânea de São Paulo, de Arte Moderna do Rio de Janeiro, Museu de Arte Contemporânea de Boston e Museu de Belas Artes de Dallas, entre outros. No Museu Nacional de Belas Artes, no Rio de Janeiro, encontra-se uma de suas pinturas mais expressivas Natureza-Morta (óleo sobre tela). Também estão no Museu Nacional de Arte da Bolívia e na coleção de arte V+R Sapoznik.

## Morte
Manabu Mabe morreu em 22 de setembro de 1997, em São Paulo, no hospital Beneficência Portuguesa, aos 73 anos. Ele estava internado havia 25 dias por problemas relacionados a um transplante de rim, septicemia, linfoma e complicações da diabetes.